# 陸中銀行
陸中銀行（りくちゅうぎんこう）は、かつて岩手県に存在した銀行である。

## 概要
1933年（昭和8年）盛岡銀行の営業免許の取消し後、普通4行、貯蓄1行の5銀行体制がしばらく続いたが、同年、三陸強震に伴う大津波の襲来、翌1934-1935年（昭和 9-10年）の冷害による大凶作があり、岩手県全体が財政上にも大きな痛手を被るに至り、1938年（昭和13年）、岩手、第八十八、第九十の3銀行が合併して陸中銀行となり、西磐井郡一関町（一関市）に開業し、岩手殖産、岩手貯蓄、陸中の3行体制となった。
1941年（昭和16年）8月岩手殖産銀行は、陸中銀行から資産負債および職員も譲り受けて買収合併という形で陸中銀行を解消し、1県に1銀行在置という統制経済となり、その後は戦時金融の期に入っていった。

## 沿革
- 1938年（昭和13年）3月17日：第九十銀行及び岩手銀行(明治40－昭和13)、第八十八銀行の3行合併、陸中銀行を新立
- 1941年（昭和16年）8月16日：岩手殖産銀行に買収

## (旧)岩手銀行
岩手銀行（いわてぎんこう）は、かつて岩手県に存在した銀行である。同一商号を使用しているが、(現)岩手銀行とは同名異社である。

1907年（明治40年）第九十銀行取締役だった小野慶蔵は、ほかの重役陣と経営方針があわず、全ての持株を時価で役員に譲渡して岩手銀行を設立。創業時の資本金は50万円 。

1911年（明治44年）には預貸金とも第九十銀行をしのぎ、5年で盛岡銀行に迫るほどの急成長をとげて県下有数の銀行となった。
- 1907年（明治40年）7月：盛岡市呉服町に設立
- 1928年（昭和3年）6月：気仙銀行及び宮古銀行を合併
- 1929年（昭和4年）2月：水沢銀行及び三陸銀行を合併
- 1938年（昭和13年）3月17日：当行及び第九十銀行、第八十八銀行の3行合併、陸中銀行新立